# Geoffrey Crossley
Geoffrey Crossley (Baslow, Engleska, 11. svibnja 1921. – Headington, Oxfordshire, Engleska, 7. siječnja 2002.) je bio britanski vozač automobilističkih utrka. U Formuli 1 je nastupio na dvije utrke 1950., ali nije uspio osvojiti bodove.

## Vanjske poveznice
- Geoffrey Crossley - Stats F1
- Geoffrey Crossley - Racing Sports Cars